# Adrian Virginius (Theologe, 1663)
Adrian Virginius (* 20. Novemberjul. / 30. November 1663greg. in Kambja, Livland; † 27. Junijul. / 8. Juli 1706greg. in Tartu) war ein deutschbaltischer Bibelübersetzer und Theologe.

## Leben
Adrian Virginius wurde als Sohn des lutherischen Pastors von Kambja (deutsch Kamby) Andreas Virginius (1640–1701) geboren, dessen Vater aus Pommern stammte. Er studierte von 1681 bis 1683 Theologie an der Universität Kiel, ohne allerdings einen formalen Abschluss zu erwerben. Anschließend kehrte er in seine Heimat zurück. Von 1686 bis 1694 war Virginius Pfarrer in Puhja (Kaweleht) und von 1694 bis 1704 Pfarrer in Otepää (Odenpäh). 1692 heiratete Virginius die schwedischstämmige Christine Elisabeth Krieg. Das Paar hatte sieben Kinder.
1700 begann der Nordische Krieg (1700–1721) im Baltikum. 1700 und 1702 bildete Virginius mit örtlichen Bauern militärische Schutzgruppen. Mit der zaristischen Besetzung Livlands wurde Virginius von russischen Truppen im September 1704 verhaftet. Wegen angeblicher Spionage für Schweden wurde er am 27. Juli 1706 in Tartu (Dorpat) hingerichtet.

## Werk
Virginius war einer der bedeutendsten Übersetzer des Protestantismus in Estland. Er hat dadurch die estnische Schriftsprache entscheidend mitgeprägt. 1683 begann er in Riga mit seiner Übersetzung der Bibel in die südestnische Sprache. Ein Jahr später gab er auf Grundlage der Handschriften seines Vaters die Übersetzung des Kleinen Katechismus in südestnischer Sprache heraus. 1686 erschien sein Liederbuch Wastne Tarto Mah Keele Laulo Rahmat. Die zweite Auflage 1690 wurde um einige von ihm übersetzte Kirchenlieder erweitert.
1686 erschien Virginius’ Hauptwerk, die Übersetzung des Neuen Testaments in südestnischer Sprache, die er zusammen mit seinem Vater angefertigt unter dem Titel Meije Issanda Jesusse Kristusse Wastne Testament Echk Jummala Pöha Sönna Kumb Perrast Issanda Jesusse Kristusse Sündimist pöhist Ewangelistist nink Apostlist om ülleskirjotetu angefertigt hatte. Wegen Streitigkeiten innerhalb des Konsistoriums wurde diese Übersetzung allerdings fünf Jahre später eingezogen.
Gemeinsam mit Johann Hornung (um 1669–1715) übersetzte Virginius das Neue Testament auch in die nordestnische Sprache. Das Werk erschien erst 1715 im Druck. Zusammen mit Bengt Gottfried Forselius (1660?–1688) übersetzte er ca. fünfzig Kirchenlieder in die nordestnische Sprache, die 1690 erschienen.
Von Bedeutung ist auch Virginius Kirchenhandbuch mit verschiedenen Texten in nordestnischer Sprache, der 1694/95 in Riga unter dem Titel Ma kele Koddo ning Kirgo Ramat erschien.
Als Vertreter des estnischsprachigen Teils von Livland nahm Virginius an den beiden wichtigen Bibelkonferenzen 1686 in Liepa (Lindenhof) und 1687 in Pilistvere (Pillistfer) teil.